# Semisuturia robusta
Semisuturia robusta là một loài ruồi trong họ Tachinidae.